# Miniera di Naica

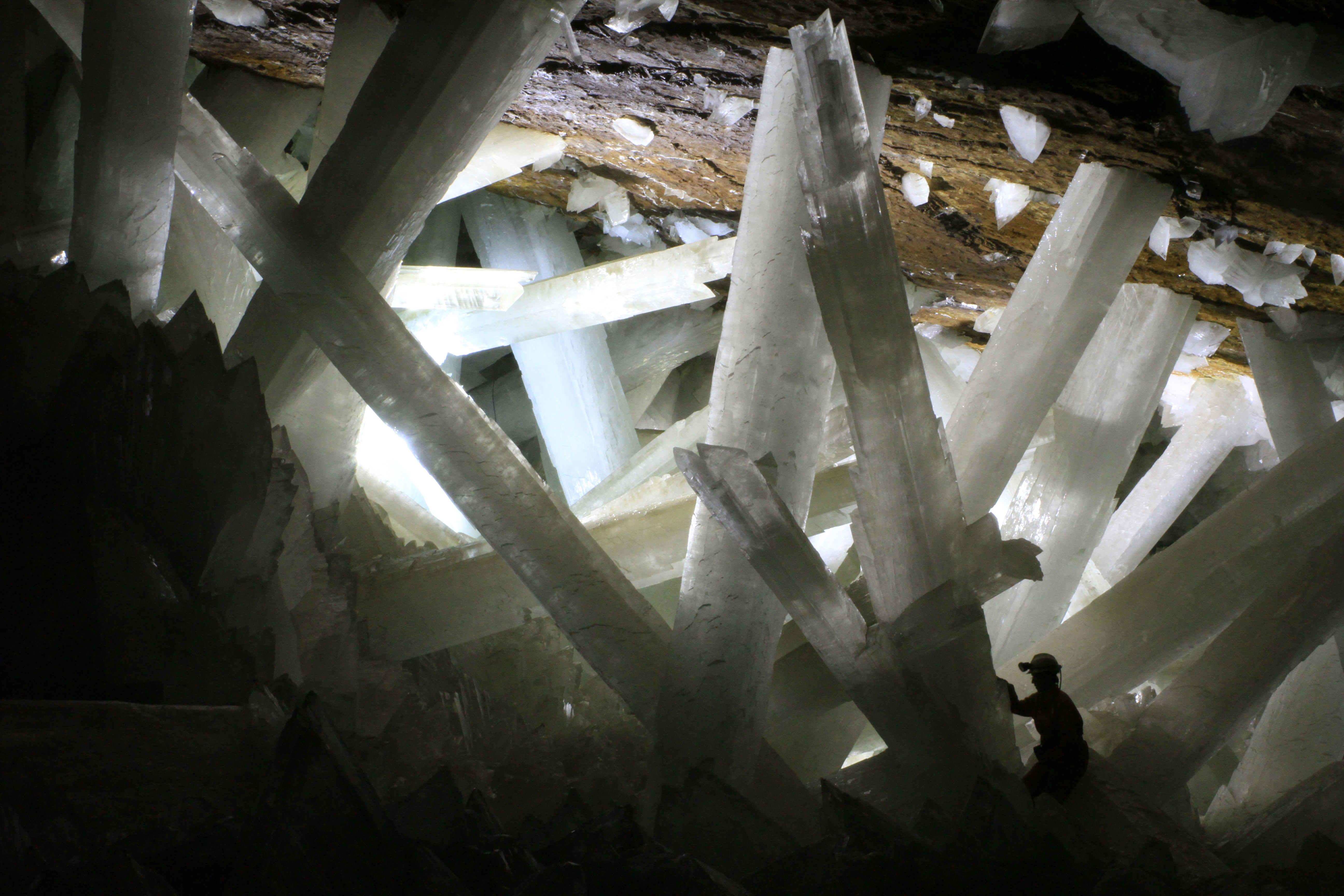
I cristalli di gesso della miniera, le cui dimensioni notevoli sono evidenziate dalla persona presente in basso a destra.

La miniera di Naica, situata nei pressi di Naica, nello Stato di Chihuahua (Messico), è una miniera di piombo e argento in funzione, che è conosciuta per i suoi straordinari cristalli di gesso. 

## Storia
Nel 26 giugno del 1794 Alejo Hernández, Pedro Ramos de Verea e Vicente Ruíz registrarono una nuova miniera, che nel 1896 venne acquistata da Santiago Stoppelli, mentre poco vicino veniva costruita la città di Naica.

### Grotta delle Spade
Si iniziò quindi, negli anni seguenti, lo sfruttamento minerario della zona che portò nel 1910 alla scoperta della "Grotta delle Spade" ("Cueva de las Espadas" in spagnolo), così chiamata per via dei grandi cristalli simili a spade di selenite (una qualità di gesso), lunghi anche 2 metri, che ricoprivano le pareti. La grotta venne chiusa per preservare intatto l'ambiente.

### Grotta dei Cristalli
Durante una successiva spedizione, nel 2002, venne scoperta una camera di circa 8 metri di diametro che conteneva altri cristalli di selenite, ma di dimensioni molto più imponenti (quasi due metri). Pochi giorni dopo venne scoperta una grotta più ampia, con altre formazioni cristalline fino a 15 metri di lunghezza e di quasi 2 di diametro. La grotta, battezzata "Grotta dei Cristalli" ("Cueva de los Cristales") venne anche in questo caso chiusa.
La temperatura della grotta si aggira attorno ai 48 °C, con un'umidità quasi al 100%, condizioni insopportabili dall'uomo se non per pochissimi minuti.
Per questo motivo sono state possibili soltanto poche esplorazioni (servendosi di apposite attrezzature) per indagare sulle cause delle formazioni mineralogiche.
Studi ed esplorazioni sono attualmente in corso da parte della associazione italiana di esplorazioni geografiche La Venta in collaborazione con SpeleoResearch&Film e Ferrino.